# Mischocyttarus rotundicollis
Mischocyttarus rotundicollis är en getingart som först beskrevs av Cameron 1912.  Mischocyttarus rotundicollis ingår i släktet Mischocyttarus och familjen getingar. Inga underarter finns listade i Catalogue of Life.